# Distretto di Jinchengjiang
Il distretto di Jinchengjiang (金城江区S, JīnchéngjiāngP) è un distretto della Cina, situato nella regione autonoma di Guangxi e amministrato dalla prefettura di Hechi.